# Бернарди, Джованни Дезидерио
Джованни Дезидерио Бернарди, также Джованни да Кастель-Болоньезе (итал. Giovanni Desiderio Bernardi, Giovanni da Castelbolognese); 1494, Кастель-Болоньезе, Эмилия-Романья — 22 мая 1553, Рим) — итальянский гравёр, медальер и ювелир, резчик по камню и горному хрусталю, автор многих шедевров глиптики, чеканных медалей и рельефных плакеток из бронзы.

## Биография
Джованни Дезидерио Бернарди учился основам глиптики у отца Бернардо (1464—1553), искусного ювелира, который познакомил его и его брата Орфео с искусством гравировки по твёрдому камню. Самостоятельную деятельность Бернарди, по сообщению Джорджо Вазари, начал в Ферраре, при дворе герцога Альфонсо I д’Эсте. В 1530 году он переехал в Рим, где получил возможность совершенствовать своё искусство и заслужить признание кардиналов Джованни Сальвиати и Ипполито Медичи, написав портрет папы Климента VII. По случаю коронации императора Священной Римской империи Карла V в Болонье в церкви Сан-Петронио (1530) художник выполнил портрет императора на золотой медали. С 1534 по 1538 год Джованни Бернарди вместе с Томмазо Кристиани из Перуджи занимал должность гравёра папского монетного двора.
После смерти в 1535 году своего покровителя, кардинала Ипполито де Медичи, Джованни Бернарди поступил на службу к кардиналу Алессандро Фарнезе, для которого он выполнил многие работы, в том числе часть резьбы по горному хрусталю, вставленную в знаменитую «Шкатулку Фарнезе». Четыре грани шкатулки украшены шестью овалами, вырезанными Бернарди по рисункам маньериста Перино дель Ваги. На них изображены аллегорические композиции с табличками и надписями на греческом и латинском языках, относящимися к данной теме. Позднее эти композиции Бернарди неоднократно повторял в бронзе.
В 1539 году Бернарди вернулся в Эмилию-Романью, где в основном занимался гравюрой. Он поселился в Фаэнце. С 1 сентября 1540 по декабрь 1545 года Бернарди работал на Папском монетном дворе. Овдовев и не имея детей, в 1546 году он снова женился в Фаэнце на Джироламе Мондини, от которой у него было трое детей: два мальчика и девочка.
Зрелый индивидуальный стиль Бернарди сложился под влиянием римской школы Рафаэля и «рафаэлесков», в поздних работах мастера «он стал откровенно маньеристичным».
Джованни Бернарди скончался 22 мая 1553 года, находясь на пике своей деятельности и славы.
Рим посвятил Джованни да Кастель-Болоньезе целую улицу, а его родной город назвал его именем свою главную площадь.
«Шкатулка Фарнезе» хранится в Национальной галерее Каподимонте в Неаполе, где работам Бернарди отведён целый зал.
В Пинакотеке Неаполя хранится портрет неизвестного художника, который, как предполагается, воспроизводит черты лица Бернарди, судя по наличию большой медали (или камеи) на полях его шляпы. Копия этого портрета, написанная художником Джованни Пьянкастелли, находится в ратуше Кастель-Болоньезе.

## Галерея
- Портрет юноши. Между1520 и 1550. Бронза. Национальный музей, Равенна
- Плакета «Похищение Ганимеда». Ок. 1540. Бронза. Музей Виктории и Альберта, Лондон
- Женская фигура с Амуром. Между 1520 и 1550. Бронза. Национальный музей, Равенна
- Наказание Прометея. Между 1520 и 1550. Бронза. Национальный музей, Равенна
- Плакета «Христос перед Пилатом». 1547. Горный хрусталь, золотая оправа с эмалью, жемчугами и рубинами. Художественный музей Уолтерса, Балтимор, США
- Битва при Павии. Горный хрусталь. Между 1531 и 1535. Горный хрусталь. Художественный музей Уолтерса, Балтимор, США
- Падение Фаэтона. Между 1531 и 1535. Горный хрусталь. Художественный музей Уолтерса, Балтимор, США
- Шкатулка Фарнезе. Манно Сбарри, Джованни Бернарди по рисункам Перино дель Вага. Между 1548 и 1561. Серебро, золочение, горный хрусталь, эмаль, лазурит. Музей Каподимонте, Неаполь